# Британия (мост)
Британия (англ. Britannia Bridge, валл. Pont Britannia) — совмещенный автомобильно-железнодорожный мост через пролив Менай, соединяющий остров Англси с основной территорией Уэльса, Великобритания. Мост был открыт 5 марта 1850 года. Пропускает через себя шоссе A5 и «Северо-Уэльскую прибрежную железную дорогу».

## Конструкция
Изначально автор, Роберт Стефенсон, задумывал создать чугунный арочный мост, однако от это идеи пришлось отказаться, так как при такой конструкции мост мешал бы судоходству большегрузных кораблей. Было решено построить рамный балочный мост с двумя коробчатыми фермами, каждая из которых имела высоту в 9 м и ширину в 4,4 м, а также вес в 1 587 тонн. Первоначально должен был быть подвешен на тросах, но позже было решено сделать мосту каменные опоры. При строительстве было израсходовано более 1,7 миллионов заклепок. Имел 4 пролета: 2 средних (главных) по 141 м каждый и два крайних по примерно 70 м.
В 1970 году на мосту случился пожар, вызванный неосторожностью подростков и сильно повредивший металлоконструкции, поэтому в том же году была произведена реконструкция, после которой мост стал арочным со сквозными арочными фермами. В 2011 году мост снова был отремонтирован.

### Львы
Оба входных проема были украшены в египетском стиле четырьмя скульптурами львов, по две с каждого према. Скульптуры были выполнены из известняка Джоном Томасом. Каждая имеют длину 25 футов (7,6 м), высоту 12 футов (3,7 м) и вес 30 тонн.